# أبادان تبة
أبادان تبة (بالفارسية: آبادان‌تپه) هي قرية تقع في غلستان في إيران. يقدر عدد سكانها بـ 2,120 نسمة .